# Ronald A. Wilford
Ronald A.[ndrew] Wilford (* 4. November 1927 in Salt Lake City; † 13. Juni 2015) war ein US-amerikanischer Musik- und Kunstmanager.

## Leben
Wilford wurde als Sohn einer mormonischen Mutter und eines griechisch-orthodoxen Vaters in Utah geboren, wo er eine Kindheit in bescheidenen Verhältnissen verlebte.
Als junger Manager machte er 1955 auf sich aufmerksam, als er den französischen Pantomimen Marcel Marceau in die USA vermittelte. Er wurde später zu einem der wichtigsten Künstlermanager des 20. Jahrhunderts.
Zu den von Wilford vertretenen Künstlern gehörten u. a. die Dirigenten Claudio Abbado, Herbert von Karajan, James Levine, Alain Lombard, Kurt Masur, Riccardo Muti, Seiji Ozawa und Colin Davis. Des Weiteren vertrat er die Geiger Yehudi Menuhin und Anne-Sophie Mutter, den Cellisten Mstislaw Rostropowitsch, die Opernsänger und -innen Karan Armstrong, Kathleen Battle, Grace Bumbry, Marilyn Horne, Frederica von Stade und Samuel Ramey sowie den Regisseur Götz Friedrich.
Von 1970 bis 2000 war Wilford Präsident von Columbia Artists Management Inc., danach war er bis zu seinem Tod Vorsitzender und Geschäftsführer der Gesellschaft.

## Privatleben
Wilford war dreimal verheiratet. Er hatte zwei Kinder aus seinen ersten beiden Ehen. Seine dritte Frau war Sara Wilford, eine Enkelin des US-Präsidenten Franklin D. Roosevelt.